# Drohndorf
Drohndorf è una frazione della città tedesca di Aschersleben, nella Sassonia-Anhalt.

Conta (2007) 514 abitanti.

## Storia
Biere fu nominata per la prima volta nel 1155.

Costituì un comune autonomo fino al 1º gennaio 2008.